# Jesús Quintero
Jesús Rodríguez Quintero (San Juan del Puerto, 18 d'agost de 1940 - Ubrique, 3 d'octubre de 2022), més conegut com Jesús Quintero, fou un periodista, director i presentador de programes de ràdio i televisió espanyol.

## Biografia
Començà la seva carrera radiofònica a Huelva. En fundar-se el Centre Emissor del Sud de RNE va obtenir plaça per oposició, en els anys 1960, on va iniciar una llarga carrera professional com a presentador. Un dels seus programes va ser Estudio 15-18, que va presentar al costat de Marisol Valle. Va ser un gran èxit i el programa estrella dins de l'intent de normalització de la programació de la ràdio pública que passava de la dictadura a un altre període nou.
El seu programa més emblemàtic, amb el qual revolucionaria els esquemes del mitjà va ser El hombre de la roulot i El Loco de la Colina, que li va convertir en un autèntic fenomen social fins i tot fora d'Espanya, arribant fins a l'Argentina o Uruguai, i amb això, creant escola pròpia.
També va intervenir com a conferenciant en el món docent, va pronunciar la conferencia Periodisme i Compromís el 17 d'octubre de 2002 en la facultat de Ciències de la Comunicació de la Universitat de Màlaga, amb motiu del seu desè aniversari. Després d'aquesta intervenció, va descobrir una placa que batejava una de les aules del centre amb el seu nom, mostra del respecte i admiració que produeix el periodista.
Va ser productor de la cantant Soledad Bravo i del guitarrista Paco de Lucía.
És autor dels llibres Trece noches (1999), junt amb Antonio Gala, Cuerda de Presos (1997) i Jesús Quintero: entrevista (2007).

## Programes de ràdio
- Música De Los 5 Continentes
- Círculo Internacional
- Estudio 15/18
- A 120
- Ciudades
- El Hombre De La Roulotte
- Tres A Las Tres
- Andalucía Viva
- El Loco de la Colina (1981-1986). RNE i Cadena SER
- El Lobo Estepario, (1992). Onda Cero Música
- Entre dos luces, (2002). Taller Radiofónico Jesús Quintero, emissora municipal de San Juan del Puerto[3]

## Programes de televisió
- El perro verde (1988) en TVE, Teledoce retransmissió des d'Uruguai.
- Qué sabe nadie (1990-1991) a Canal Sur,[4] Canal 13 retransmisión desde Argentina.
- Trece noches (1991-1992) a Canal Sur.
- La boca del lobo (1992-1993) a Antena 3.
- Cuerda de presos (1995-1996) a Antena 3.
- El Vagamundo (1999-2002) a Canal Dos Andalucía - Canal Sur i Telemadrid.
- Ratones coloraos (2002-2004) a Canal Sur.
- El Loco de la Colina (2006) a TVE.
- La noche de Quintero (2007) a TVE.
- Ratones Coloraos (2007-2009) a Canal Sur, Telemadrid i 7RM.
- El mundo de Jesús Quintero (estiu 2008) a Canal Sur.
- El gatopardo (2010-2012) a Canal Sur.
- La noche del Loco [DIRECTV]
- El sol, la sal y el son a Canal Sur.
- El loco soy yo a Canal Sur.
- Un Loco En América a Telemundo Internacional.[5]

## Premis
- Premi Mitjà de comunicació Nacional 2006, concedit per l'Associació Andalusa del dolor (maig de 2006)
- Presentador de televisió de l'any, concedit pel grup Vocento (Punto Radio Bilbao) per la seva trajectòria professional (maig de 2006).
- Antena de Oro pel seu programa El Vagamundo, concedit per la Federació d'Associacions de Ràdio i Televisió (2003).
- Premi Ondas (2001) de periodisme al programa més innovador per El Vagamundo.
- Premi “Millor entrevistador del mil·lenni” pels seus programes d'entrevistes, atorgat pels analistes del Grup Corporación Multimedia.
- Premi “Andalús de l'any 2000” concedit pels Premis Al-Andalus
- Premi “Rei d'Espanya” de periodisme, 1990
- Premi Ondas Internacional, 1990
- Medalla d'Andalusia, 1987
- Cavaller errant de Argamasilla d'Alba
- Premio al Fet Radiofònic més innovador, atorgat pels Directors de Ràdio